# Rezidencija bukovinsko-dalmatinskih metropolita
Rezidencija bukovinsko-dalmatinskih metropolita u Černivci, danas Sveučilište Jurja Fedkoviča u Černivci (ukrajinski: Чернівецький національний університет імені Юрія Федьковича), predstavlja majstorsku sinergiju arhitektonskih stilova koju je izgradio češki arhitekt Josef Hlávka od 1864. do 1882. godine. Građevina je izvanredan primjer historicističke arhitekture 19. stoljeća, a pored prostorija metropolitske rezidencije uključuje sjemenište i samostan, kojima dominira zasvođena križna crkva sjemeništa s vrtom i parkom. Kompleks izražava arhitektonske i kulturne utjecaje bizantske umjetnosti nadalje i utjelovljuje snažan prisutnost pravoslavne crkve za vrijeme Habsburške vladavine, odražavajući politiku vjerske tolerancije Austro-Ugarske Monarhije. Zbog toga je upisan na UNESCOv popis mjesta svjetske baštine u Europi 2011. godine.
- Glavni ulaz
- Crkva sjemeništa
- Unutrašnjost
- Rezidencija metropolita
- Medicinski fakultet